# Plombières-les-Bains
Plombières-les-Bains is een gemeente in het Franse departement Vosges in de regio Grand Est en telt 1936 inwoners (2005).

## Geschiedenis
Plombières-les-Bains was de hoofdplaats van het gelijknamige kanton totdat dat werd samengevoegd met de kantons Bains-les-Bains en Xertigny tot het huidige kanton Le Val-d'Ajol. Alle gemeenten in de genoemde kantons maken uit van het arrondissement Épinal.

## Geografie
De oppervlakte van Plombières-les-Bains bedraagt 27,1 km², de bevolkingsdichtheid is 71,4 inwoners per km².
De onderstaande kaart toont de ligging van Plombières-les-Bains met de belangrijkste infrastructuur en aangrenzende gemeenten.

## Demografie
Onderstaande figuur toont het verloop van het inwonertal (bron: INSEE-tellingen).

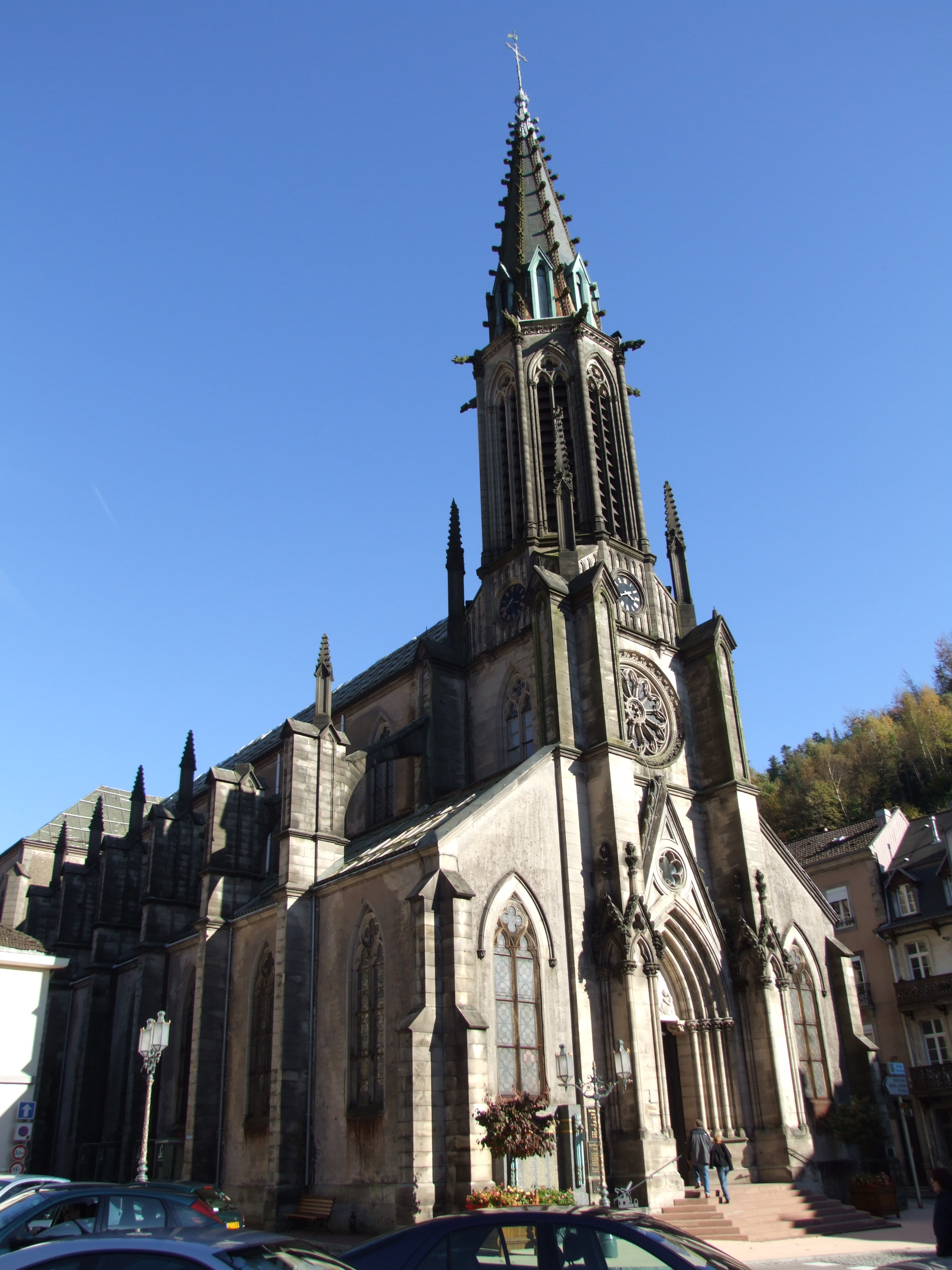
Kerk Saint-Amé